# Gnarps landskommun
Gnarps landskommun var en tidigare kommun i Gävleborgs län. Centralort var Gnarp och kommunkod 1952-1973 var 2133.

## Administrativ historik
Gnarps landskommun inrättades den 1 januari 1863 i Gnarps socken i Hälsingland  när 1862 års kommunalförordningar trädde i kraft. Kommunen förblev opåverkad av kommunreformen 1952.
År 1971 infördes enhetlig kommuntyp och Gnarps landskommun ombildades därmed, utan någon territoriell förändring, till Gnarps kommun. Tre år senare blev dock kommunen en del av den nya Nordanstigs kommun.

### Kyrklig tillhörighet
I kyrkligt hänseende tillhörde kommunen Gnarps församling.

## Kommunvapnet
Blasonering: I fält av silver en gående röd bock med horn, tunga och klövar av guld.
Detta vapen fastställdes av Kungl. Maj:t den 1 december 1950. Se artikeln om Nordanstigs kommunvapen för mer information.

## Geografi
Gnarps landskommun omfattade den 1 januari 1952 en areal av 330,38 km², varav 316,91 km² land. Efter nymätningar och arealberäkningar färdiga den 1 januari 1961 omfattade landskommunen samma datum en areal av 328,90 km², varav 318,33 km² land.

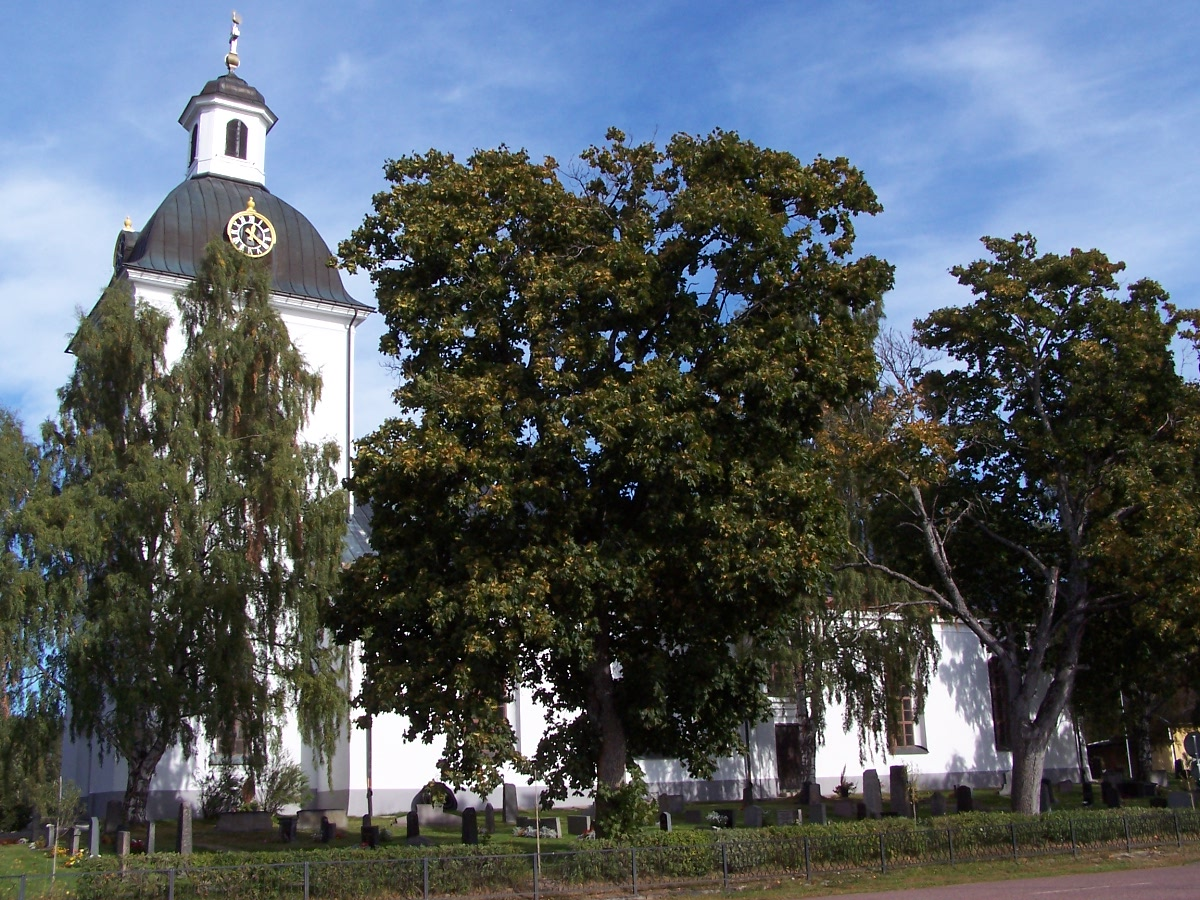
Gnarps kyrka.

### Tätorter i kommunen 1960
| Tätort | Folkmängd |
| ------ | --------- |
| Gnarp  | 689       |
| Byn    | 229       |

Tätortsgraden i kommunen var den 1 november 1960 32,6 procent.

## Befolkningsutveckling
| Befolkningsutvecklingen i Gnarps landskommun 1875–1970 | Befolkningsutvecklingen i Gnarps landskommun 1875–1970 | Befolkningsutvecklingen i Gnarps landskommun 1875–1970 | Befolkningsutvecklingen i Gnarps landskommun 1875–1970 | Befolkningsutvecklingen i Gnarps landskommun 1875–1970 |
| --- | ------------------------------------------------------ | ------------------------------------------------------ | ------------------------------------------------------ | ------------------------------------------------------ |
| |                                                        |                                                        |                                                        |                                                        |
| År |                                                        |                                                        | Invånare                                               |                                                        |
| 1875 | 1875                                                   |                                                        | 2 908                                                  | 2 908                                                  |
| 1880 | 1880                                                   |                                                        | 3 063                                                  | 3 063                                                  |
| 1885 | 1885                                                   |                                                        | 3 173                                                  | 3 173                                                  |
| 1890 | 1890                                                   |                                                        | 3 347                                                  | 3 347                                                  |
| 1895 | 1895                                                   |                                                        | 3 533                                                  | 3 533                                                  |
| 1900 | 1900                                                   |                                                        | 4 015                                                  | 4 015                                                  |
| 1905 | 1905                                                   |                                                        | 4 105                                                  | 4 105                                                  |
| 1910 | 1910                                                   |                                                        | 3 698                                                  | 3 698                                                  |
| 1915 | 1915                                                   |                                                        | 3 669                                                  | 3 669                                                  |
| 1920 | 1920                                                   |                                                        | 3 695                                                  | 3 695                                                  |
| 1925 | 1925                                                   |                                                        | 3 654                                                  | 3 654                                                  |
| 1930 | 1930                                                   |                                                        | 3 540                                                  | 3 540                                                  |
| 1935 | 1935                                                   |                                                        | 3 503                                                  | 3 503                                                  |
| 1940 | 1940                                                   |                                                        | 3 407                                                  | 3 407                                                  |
| 1945 | 1945                                                   |                                                        | 3 384                                                  | 3 384                                                  |
| 1950 | 1950                                                   |                                                        | 3 246                                                  | 3 246                                                  |
| 1955 | 1955                                                   |                                                        | 3 048                                                  | 3 048                                                  |
| 1960 | 1960                                                   |                                                        | 2 838                                                  | 2 838                                                  |
| 1965 | 1965                                                   |                                                        | 2 608                                                  | 2 608                                                  |
| 1970 | 1970                                                   |                                                        | 2 465                                                  | 2 465                                                  |
| Källa: SCB - Befolkning 1851 - 1910, SCB - Folkmängd inom administrativa områden 1910-1961 och Folkmängd 31 dec 1950-1975 i län, kommuner och församlingar enligt kommunindelningen 1 jan 1976. |                                                        |                                                        |                                                        |                                                        |

## Politik

### Mandatfördelning i valen 1938-1970
| 2 | 13 | 4 | 6 |

| 25 |

| 14 | 4 | 7 |

| 25 |

|  | 10 | 6 | 8 |

| 25 |

| 11 | 4 | 5 | 5 |

| 24 |

| 15 | 10 |

| 21 | 4 |

| 11 | 7 | 7 |

| 22 |

| 12 | 7 | 6 |

| 21 | 4 |

| 12 | 7 | 6 |

| 20 | 5 |

| 12 | 13 |

| 20 | 5 |

### Fotnoter
1. ↑  Per Andersson: Sveriges kommunindelning 1863-1993, Draking, Mjölby 1993, ISBN 91-87784-05-X, s. 90
2. ↑  ”Svenska Heraldiska Föreningens vapendatabas”. Arkiverad från originalet den 18 oktober 2012. https://web.archive.org/web/20121018011750/http://databas.heraldik.se/index.php. Läst 7 januari 2011.
3. ↑   (PDF) Folkräkningen den 31 december 1950, I, Areal och folkmängd inom särskilda förvaltningsområden m.m., Tätorter. Stockholm: Statistiska centralbyrån. 1952-05-19. sid. 105. Arkiverad från originalet den 1 oktober 2014. https://www.webcitation.org/6T09ZkyrB?url=http://www.scb.se/Grupp/Hitta_statistik/Historisk_statistik/_Dokument/SOS/Folkrakningen_1950_1.pdf. Läst 9 oktober 2014 Arkiverad 29 oktober 2013 hämtat från the Wayback Machine.
4. ↑   ( PDF) Folkräkningen den 1 november 1960, I, Folkmängd inom kommuner och församlingar efter kön, ålder, civilstånd m.m.. Stockholm: Statistiska centralbyrån. 1961. sid. 54 & 203-204. Arkiverad från originalet den 15 juli 2015. https://www.webcitation.org/6a1zkRbkC?url=http://www.scb.se/Grupp/Hitta_statistik/Historisk_statistik/_Dokument/SOS/Folkrakningen_1960_01.pdf. Läst 16 november 2017 Arkiverad 14 oktober 2013 hämtat från the Wayback Machine.
5. ↑   ( PDF) Folkräkningen den 1 november 1960, II, Folkmängd inom tätorter efter kön, ålder och civilstånd.. Stockholm: Statistiska centralbyrån. 1961. sid. 27. Arkiverad från originalet den 29 juni 2015. https://www.webcitation.org/6ZeEB9Ija?url=http://www.scb.se/Grupp/Hitta_statistik/Historisk_statistik/_Dokument/SOS/Folkrakningen_1960_02.pdf. Läst 16 november 2017 Arkiverad 24 september 2015 hämtat från the Wayback Machine.